# اتفاق ستوكهولم 2018
اتفاق الحديدة 2018، هو اتفاق على عقد هدنة في محافظة الحديدة اليمنية، في إطار جهود لمحاولة حل الأزمة اليمنية. عقد الاتفاق في ستوكهولم، السويد، تحت رعاية الأمم المتحدة في 13 ديسمبر 2018.

## الاتفاق
في 13 ديسمبر 2018، اجتمع في ستوكهولم وفد عن الحكومة اليمنية والحوثيين في حضور الأمين العام للأمم المتحدة أنطونيو غوتيريس، حيث عقدت محادثات تمخضت عن اتفاق لوقف كامل لإطلاق النار وانسحاب عسكري لكافة الأطراف من محافظة الحديدة. تضمن الاتفاق إشراف قوى محلية على النظام في المدينة، لتبقى الحديدة ممراً آمناً للمساعدات الإنسانية. يقضي الاتفاق بانسحاب ميليشيات الحوثي من المدينة والميناء خلال 14 يوماً، وإزالة أي عوائق أو عقبات تحول دون قيام المؤسسات المحلية بأداء وظائفها.
وأكدت المصادر، أن الاتفاق ينص أيضاً على انسحاب الميليشيات من موانئ الحديدة والصليف ورأس عيسى إلى شمال طريق صنعاء، في مرحلة أولى خلال أسبوعين.
ومن المقرر أن تتشكل لجنة للإشراف على إعادة انتشار القوات اليمنية في الحديدة بإشراف من الأمم المتحدة، على أن تتولى السلطات المحلية الإشراف على المدينة وفق القوانين اليمنية.
وستشرف لجنة تنسيق إعادة الانتشار على عمليات إعادة الانتشار والمراقبة، هذا إلى جانب عملية إزالة الألغام من الحديدة ومينائها.
وينص الاتفاق أيضاً، أن تودع جميع إيرادات موانئ الحديدة والصليف ورأس عيسى في البنك المركزي اليمني من خلال فرعه الموجود في الحديدة للمساهمة في دفع مرتبات موظفي الخدمة المدنية بمحافظة الحديدة وجميع أنحاء اليمن.

## انتهاكات الهدنة

### تجدد الاشتباكات
صبيحة يوم الهدنة، 14 ديسمبر، حسب شهود عيان لرويترز، فقد سمع سكان يمنيون صوت اشتباكات في الضواحي الشرقية من مدينة الحديدة، تضمنت دوي إطلاق صواريخ وأسلحة رشاشة قادم من اتجاه ضاحية السابع من يوليو في شرق المدينة التي يسيطر عليها الحوثيون فيما تتمركز على مشارفها قوات يمنية يدعمها التحالف العربي.

### منع وصول الإغاثات
في 1 يناير 2019 أعلنت اللجنة العليا للإغاثة أن ميليشيات الحوثي احتجزت ومنعت دخول أكثر من 88 سفينة إغاثية وتجارية ونفطية إلى ميناءي الحديدة والصليف بمحافظة الحديدة، خلال الفترة من مايو 2015 إلى ديسمبر 2018، منها 34 سفينة احتجزتها أكثر من 6 أشهر حتى تلفت معظم حمولاتها، إضافة إلى استهداف الميليشيا 7 سفن إغاثية وتجارية ونفطية بالقصف المباشر، منها 4 سفن سعودية وسفينتان إماراتيتان وسفينة تركية في البحر الأحمر.
وأوضحت اللجنة، أن الميليشيا، نهبت واحتجزت خلال الفترة نفسها 697 شاحنة إغاثية في الطرق الرابطة بين محافظات الحديدة وصنعاء وإب وتعز وحجة وذمار، ومداخل المحافظات اليمنية الخاضعة لسيطرتها، آخرها احتجاز شاحنة تزن 32 طناً في ميناء الحديدة كانت متجهة إلى محافظة صنعاء يوم 29 ديسمبر 2018، مشيرة إلى أن بعض تلك الشاحنات المنهوبة كانت تحمل أدوية خاصة بوباء الكوليرا ولقاحات الأطفال.
وبيّنت اللجنة العليا للإغاثة أن ميليشيا الحوثي احتجزت خلال أكتوبر 2018 51 ألف طن من القمح المقدم عن طريق برنامج الأغذية العالمي، الذي يكفي أكثر من 3 ملايين و700 ألف شخص، أكثر من 4 أشهر، مشيرة إلى أن آخر أربع سفن إغاثية ونفطية احتجزتها الميليشيات الحوثية في ميناء الحديدة والصليف، هي السفينة (DISTYA PUSHTI) والسفينة (RINA) والسفينة (SINCERO) والسفينة (CARPE DIEM-2) في سبتمبر 2018، وكان إجمالي حمولتها 25.050 طناً من المواد الغذائية والدقيق والسكر، و25.980 طناً من الديزل، و9025 طناً من البنزين.
وذكر بيان اللجنة أن ميليشيا الحوثي قصفت وفجّرت 4 شاحنات إغاثية في مأرب مقدمة من مركز الملك سلمان للإغاثة والأعمال الإنسانية، كانت في طريقها للمستحقين في محافظة البيضاء وسط اليمن، كما أحرقت مخازن برنامج الأغذية العالمي، وأتلفت أكثر من 4 آلاف طن من القمح من محتويات المخزن بمدينة الحديدة، إضافة إلى اقتحامها مخازن البرنامج أربع مرات في أكثر من موقع بالمحافظة، واستخدمت بعض المباني المحاذية للمخازن ثكنات عسكرية.

## ردود الفعل
- اليمن: اعتبر وزير الخارجية اليمني خالد اليماني أن تنفيذ اتفاق الانسحاب من الحديدة الذي أعلنت عنه الأمم المتحدة يبقى افتراضياً حتى تطبيقه. وقال اليمانى في مؤتمر صحفى في بلدة ريمبو السويدية في ختام محادثات سلام استمرت لأسبوع أن «الاتفاقات افتراضية»، مضيفا «نفترض أن الطرف الآخر سينسحب».[5]
- الإمارات العربية المتحدة: من جانبها أعلنت دولة الإمارات، تأييدها لاتفاق الحديدة الذي تم التوصل إليه في محادثات السويد، وكتب وزير الدولة للشؤون الخارجية أنور قرقاش على حسابه على تويتر «نرحب باتفاق السويد»، مضيفاً «نرى نتائج الضغط العسكرى الذي مارسته قوات التحالف والقوات اليمنية على الحوثيين في الحديدة يؤتى ثماره ويحقق هذه النتائج السياسية».